# Wimpashof
Wimpashof (fränkisch: Wimbeas) ist ein Gemeindeteil des Marktes Roßtal im Landkreis Fürth (Mittelfranken, Bayern). Wimpashof liegt in der Gemarkung Weitersdorf.

## Geographie
Der Weiler Wimpashof ist von Acker- und Grünland und kleineren Waldgebieten umgeben. Im Südwesten heißt die Flur Stückäcker, im Norden Im Wimpaser Boden. Eine Gemeindeverbindungsstraße führt nach Roßtal (1,6 km nordwestlich) bzw. zur Bundesstraße 14 (1 km südlich), eine weitere führt nach Oedenreuth (1,2 km östlich).

## Geschichte
Der Ort wurde 1413 als „Weinposs“ erstmals urkundlich erwähnt. 1804 wurde der Ort erstmals als „Wimpeshof“ bezeichnet. Wie die im altbayerischen Raum vorzufindenden Orte Wimpasing, Wimpassing oder Windpassing leitet sich der Ortsname vom althochdeutschen Wort „Wintpoz“ ab (= stoßender Wind, windige Gegend).
Gegen Ende des 18. Jahrhunderts gab es in Wimpashof ein Anwesen. Das Hochgericht übte das brandenburg-ansbachische Richteramt Roßtal aus. Grundherr des Hofes war der Nürnberger Eigenherr von Kreß.
Von 1797 bis 1808 unterstand der Ort dem Justiz- und Kammeramt Cadolzburg. Im Rahmen des Gemeindeedikts wurde Wimpashof dem 1808 gebildeten Steuerdistrikt Buchschwabach und der im selben Jahr gegründeten Ruralgemeinde Weitersdorf zugeordnet. Im Rahmen der Gebietsreform in Bayern wurde Wimpashof am 1. Mai 1978 nach Roßtal eingemeindet.

## Einwohnerentwicklung
| Jahr      | 001818 | 001840 | 001861 | 001871 | 001885 | 001900 | 001925 | 001950 | 001961 | 001970 | 001987 | 001997 | 002007 | 002018 | 002023 |
| Einwohner | 13     | 18     | †      | 12     | 11     | 5      | 9      | 8      | 11     | 9      | 11     | *13    | *16    | *17    | *15    |
| Häuser    | 3      | 3      |        |        | 3      | 3      | 3      | 2      | 3      |        | 4      |        |        |        |        |
| Quelle    | [ 12 ] | [ 13 ] | [ 14 ] | [ 15 ] | [ 16 ] | [ 17 ] | [ 18 ] | [ 19 ] | [ 20 ] | [ 21 ] | [ 22 ] | [ 1 ]  | [ 1 ]  | [ 1 ]  | [ 1 ]  |

## Religion
Der Ort ist seit der Reformation evangelisch-lutherisch geprägt und bis heute nach St. Laurentius (Roßtal) gepfarrt. Die Einwohner römisch-katholischer Konfession sind nach Christkönig (Roßtal) gepfarrt.